# Larsen Touré
Larsen Touré (Brest, 7 juli 1984) is een Guineese voetballer (aanvaller) die sinds 2010 voor de Franse eersteklasser Stade Brest uitkomt.
Touré speelde sinds 2008 reeds drie interlands voor de Guineese nationale ploeg.